# You Right
You Right è un singolo della cantante statunitense Doja Cat e del cantante canadese The Weeknd, pubblicato il 25 giugno 2021 come terzo estratto dal terzo album in studio di Doja Cat Planet Her.

## Descrizione
Brano R&B, You Right segna la seconda collaborazione tra i due artisti, dopo il remix del singolo In Your Eyes del 2020.

## Video musicale
Il video musicale, diretto da Quentin Deronzier, è stato reso disponibile in contemporanea con l'uscita del singolo.

## Tracce
Testi e musiche di Amala Zandile Dlamini, Lukasz Gottwald e Abel "The Weeknd" Tesfaye.
1. You Right – 3:06

## Formazione
- Doja Cat – voce
- The Weeknd – voce
- Dr. Luke – produzione
- Șerban Ghenea – missaggio
- John Hanes – assistenza al missaggio
- Mike Bozzi – mastering

## Successo commerciale
You Right ha debuttato al 9º posto della Official Singles Chart britannica con 22 973 unità di vendita, segnando la terza top ten di Doja Cat e l'undicesima di The Weeknd.

## Classifiche

### Classifiche settimanali
| Classifica (2021) | Posizione massima |
| ----------------- | ----------------- |
| Australia         | 11                |
| Austria           | 53                |
| Canada            | 10                |
| Croazia           | 71                |
| Francia           | 120               |
| Germania          | 54                |
| Grecia            | 15                |
| India             | 12                |
| Irlanda           | 11                |
| Libano            | 7                 |
| Lituania          | 16                |
| Norvegia          | 30                |
| Nuova Zelanda     | 6                 |
| Paesi Bassi       | 59                |
| Perù              | 170               |
| Portogallo        | 26                |
| Regno Unito       | 9                 |
| Romania           | 81                |
| Singapore         | 12                |
| Slovacchia        | 47                |
| Stati Uniti       | 11                |
| Sudafrica         | 5                 |
| Svezia            | 53                |
| Svizzera          | 38                |

### Classifiche di fine anno
| Classifica (2021) | Posizione |
| ----------------- | --------- |
| Canada            | 56        |
| Stati Uniti       | 43        |
| Classifica (2022) | Posizione |
| Stati Uniti       | 45        |

## Date di pubblicazione
| Paese                 | Data           | Formato                | Note   |
| --------------------- | -------------- | ---------------------- | ------ |
| Mondo                 | 25 giugno 2021 | Streaming              | [ 36 ] |
| Stati Uniti d'America | 29 giugno 2021 | Contemporary hit radio | [ 37 ] |
| Stati Uniti d'America | 29 giugno 2021 | Rhythmic contemporary  | [ 38 ] |
| Stati Uniti d'America | 13 luglio 2021 | Urban contemporary     | [ 39 ] |